# Roque Carrion
Pour les articles homonymes, voir Carrion.
Roque Carrion, ou Rogue Carrion, ou en espagnol Roque Carrión Martínez, dit Icare ou Commandant Icare, né le 14 février 1916 à Cartagène (Espagne) et mort le 6 décembre 1995 à Lanester (Morbihan), est un officier républicain espagnol, notamment connu pour ses actions de résistance en France.

## Biographie
Roque Carrion est le fils de Joseph Carrion et de Marie Martinez.
En 1936, il est caporal de l'armée de la Marine Espagnole. Il se réfugie en France en 1939 après la défaite de la République en Espagne et est interné dans différents camps du Sud de la France.
Installé en Bretagne, il prit une part active au sein de la résistance communiste. Embauché sur le chantier de construction de la base sous-marine de Lorient, il y développe un réseau de sabotage.
Contraint à la fuite, il rejoint le lieu de parachutage à Ty Glas à Plouray. Son pseudonyme est Icare. Le 14 juillet 1944, la 2e compagnie du bataillon Koënig du commandant Icare défile dans le bourg de Kergrist-Moëlou, alors que les Allemands se trouvent toujours près de là, à Rostrenen.
Ce bataillon FTP, devenu 11e bataillon FFI du Morbihan commandé par Icare, défile à Rostrenen et Pontivy.
Après la guerre, il travailla comme camionneur, puis comme chauffeur de taxi ; c’est pourtant « retraité de l'Armée » qu’il est déclaré sur son acte de décès à la mairie de Lanester.
Roque Carrion reçut la Légion d’honneur en août 1995.
Il a trois filles, nées en 1946, 1947 et 1950.
Il est inhumé à Lanester.

### Sources et bibliographie
- Jean-Pierre Besse, « Notice biographique », Maitron, dictionnaire biographique, mouvement ouvrier, mouvement social, 1995 (consulté le 17 décembre 2020)
- Roger Leroux, Le Morbihan en guerre 1939-1945, Imprimerie de la Manutention, Mayenne, Éd. à compte d'auteur, 1986, 5e éd., 672 p.